# Campeonato Catarinense de Futebol Feminino de 2008
O Campeonato Catarinense de Futebol Feminino de 2008 foi a 2ª edição do principal torneio catarinense entre clubes na categoria feminina. O Kindermann foi o campeão vencendo os dois jogos da final contra o Avaí por 3 a 0.

## O campeonato
O Campeonato Catarinense de Futebol Feminino de 2008 contou com a participação dos 7 clubes.

### Equipes Participantes
| Equipe     | Município        | Estádio                 | Títulos |
| ---------- | ---------------- | ----------------------- | ------- |
| Avaí       | Florianópolis    | Ressacada               | ---     |
| Guarani    | Palhoça          | Renato Silveira         | ---     |
| Joinville  | Joinville        | Arena Joinville         | ---     |
| Kindermann | Caçador          | Carlos Alb. Costa Neves | ---     |
| Muller     | Pomerode         | Hermam Kock             | ---     |
| Olympya    | Jaraguá do Sul   | João Marcatto           | 1       |
| São Bento  | São Bento do Sul | SER São Bento           | ---     |

### Fórmula de Disputa

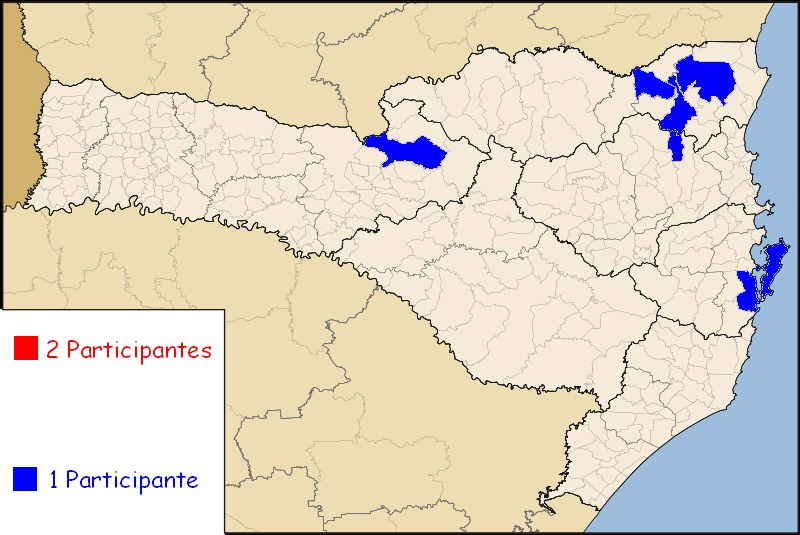
Mapa dos municípios participantes do campeonato

O campeonato foi disputado em 3 fases que foram a fase inicial, semifinal e final. Não teve bonificação de pontuação em qualquer fase do campeonato.
As equipes foram divididas em dois grupos, o grupo A com 3 equipes e o grupo B com 4 equipes.

As equipes disputaram, entre si e dentro de seu grupo, jogos de ida e volta. Classificaram-se para a semifinal as duas melhores equipes de cada grupo, respeitando-se a modalidade de pontos corridos.
A fase semifinal foi disputada em jogos de ida e volta entre o primeiro colocado do grupo A contra o segundo do grupo B e o primeiro colocado do grupo B contra o segundo do grupo A. As equipes que somaram maior número de pontos nos dois jogos foram classificadas para a fase final. Se empatassem em números de pontos, ao final do jogo de volta, seria disputada uma prorrogação de 30 minutos em dois tempos de 15 minutos. Se após isso ainda persistisse o empate, seria considerada vencedora a equipe mandante do jogo de volta.

A fase final foi disputada em jogos de ida e volta entre os vencedores da fase semifinal. O mandante do jogo de volta, foi a equipe que obteve melhor campanha na fase inicial.

### Critérios de Desempate
- maior número de vitórias;
- maior saldo de gols;
- maior número de gols pró;
- confronto direto, somente no caso de empate entre 2 (duas) associações;
- sorteio público.

### 1ª Fase

#### Grupo A
| 1 | Kindermann | 12 | 4 | 4 | 0 | 0 | 45 | 0  | +45 |
| 2 | Joinville  | 6  | 4 | 2 | 0 | 2 | 8  | 18 | -10 |
| 3 | São Bento  | 0  | 4 | 0 | 0 | 4 | 3  | 38 | -35 |
| PG - pontos ganhos; J - jogos; V - vitórias; E - empates; D - derrotas; GP - gols pró; GC - gols contra; SG - saldo de gols |            |    |   |   |   |   |    |    |     |

|  |                                 |
|  | Classificado para as semifinais |

#### Grupo B
| 1 | Avaí    | 15 | 6 | 5 | 0 | 1 | 18 | 5  | +13 |
| 2 | Muller  | 12 | 6 | 4 | 0 | 2 | 14 | 6  | +8  |
| 3 | Olympya | 9  | 6 | 2 | 0 | 3 | 12 | 11 | 1   |
| 4 | Guarani | 0  | 6 | 0 | 0 | 6 | 2  | 24 | -22 |
| PG - pontos ganhos; J - jogos; V - vitórias; E - empates; D - derrotas; GP - gols pró; GC - gols contra; SG - saldo de gols |         |    |   |   |   |   |    |    |     |

|  |                                 |
|  | Classificado para as semifinais |

### Confrontos
Para ler a tabela, a linha horizontal representa os jogos da equipe como mandante. A coluna vertical indica os jogos da equipe como visitante.

#### Grupo A
|            | JOI | KIN  | SAO  |
| ---------- | --- | ---- | ---- |
| Joinville  | —   | 0x7  | 2x1  |
| Kindermann | 8x0 | —    | 10x0 |
| São Bento  | 2x6 | 0x20 | —    |

- Jogos do Turno
- Jogos do Returno

#### Grupo B
|         | AVA | GUA | MUL | OLY |
| ------- | --- | --- | --- | --- |
| Avaí    | —   | 6x0 | 4x2 | 3x0 |
| Guarani | 0x1 | —   | 0x2 | 1x2 |
| Muller  | 1x0 | 7x0 | —   | 0x1 |
| Olympya | 2x4 | 6x1 | 1x2 | —   |

- Jogos do Turno
- Jogos do Returno

### Semi-Final

#### Grupo C
| 1 | Kindermann | 6 | 2 | 2 | 0 | 0 | 12 | 3  | 9  |
| 2 | Muller     | 0 | 2 | 0 | 0 | 2 | 3  | 12 | -9 |
| PG - pontos ganhos; J - jogos; V - vitórias; E - empates; D - derrotas; GP - gols pró; GC - gols contra; SG - saldo de gols |            |   |   |   |   |   |    |    |    |

|  |                             |
|  | Classificado para as finais |

#### Grupo D
| 1 | Avaí      | 4 | 2 | 1 | 1 | 0 | 2 | 1 | 1  |
| 2 | Joinville | 1 | 2 | 0 | 1 | 1 | 1 | 2 | -1 |
| PG - pontos ganhos; J - jogos; V - vitórias; E - empates; D - derrotas; GP - gols pró; GC - gols contra; SG - saldo de gols |           |   |   |   |   |   |   |   |    |

|  |                             |
|  | Classificado para as finais |

### Confrontos
Para ler a tabela, a linha horizontal representa os jogos da equipe como mandante. A coluna vertical indica os jogos da equipe como visitante.

#### Grupo C
|            | MUL | KIN |
| ---------- | --- | --- |
| Muller     | —   | 2-3 |
| Kindermann | 9-1 | —   |

- Jogos de Ida
- Jogos de Volta

#### Grupo D
|           | AVA | JOI |
| --------- | --- | --- |
| Avaí      | —   | 1-0 |
| Joinville | 1-1 | —   |

- Jogos de Ida
- Jogos de Volta

### Final

#### Grupo E
| Classificação | Classificação | Classificação | Classificação | Classificação | Classificação | Classificação | Classificação | Classificação | Classificação | Classificação | Classificação | Classificação | Classificação | Classificação | Classificação | Classificação | Classificação | Classificação | Classificação | Classificação | Classificação | Classificação | Classificação | Classificação | Classificação | Classificação | Classificação | Classificação | Classificação | Classificação | Classificação | Classificação | Classificação | Classificação | Classificação | Classificação | Classificação | Classificação | Classificação | Classificação | Classificação | Classificação | Classificação | Classificação | Classificação | Classificação | Classificação | Classificação | Classificação |
| Time | Time          | PG            | J             | V             | E             | D             | GP            | GC            | SG            | PRO           |               |               |               |               |               |               |               |               |               |               |               |               |               |               |               |               |               |               |               |               |               |               |               |               |               |               |               |               |               |               |               |               |               |               |               |               |               |               |               |
| --- | ------------- | ------------- | ------------- | ------------- | ------------- | ------------- | ------------- | ------------- | ------------- | ------------- | ------------- | ------------- | ------------- | ------------- | ------------- | ------------- | ------------- | ------------- | ------------- | ------------- | ------------- | ------------- | ------------- | ------------- | ------------- | ------------- | ------------- | ------------- | ------------- | ------------- | ------------- | ------------- | ------------- | ------------- | ------------- | ------------- | ------------- | ------------- | ------------- | ------------- | ------------- | ------------- | ------------- | ------------- | ------------- | ------------- | ------------- | ------------- | ------------- |
| 1 | Kindermann    | 6             | 2             | 2             | 0             | 0             | 6             | 0             | 6             | -             |               |               |               |               |               |               |               |               |               |               |               |               |               |               |               |               |               |               |               |               |               |               |               |               |               |               |               |               |               |               |               |               |               |               |               |               |               |               |               |
| 2 | Avaí          | 0             | 2             | 0             | 0             | 2             | 0             | 6             | -6            | -             |               |               |               |               |               |               |               |               |               |               |               |               |               |               |               |               |               |               |               |               |               |               |               |               |               |               |               |               |               |               |               |               |               |               |               |               |               |               |               |
| PG - pontos ganhos; J - jogos; V - vitórias; E - empates; D - derrotas; GP - gols pró; GC - gols contra; SG - saldo de gols; PRO - Gols na Prorrogação |               |               |               |               |               |               |               |               |               |               |               |               |               |               |               |               |               |               |               |               |               |               |               |               |               |               |               |               |               |               |               |               |               |               |               |               |               |               |               |               |               |               |               |               |               |               |               |               |               |

|  |                                                 |
|  | Campeão Catarinense de Futebol Feminino de 2008 |

### Tabela
| Campeão    | Vice-Campeão | Jogo 1 | Jogo 2 |
| ---------- | ------------ | ------ | ------ |
| Kindermann | Avaí         | 3x0    | 0x3    |

*O Kindermann teve a última partida jogada em casa, pois teve melhor campanha na fase inicial. 
 Itálico Campeão Catarinense de Futebol Feminino de 2008.

## Campeão Geral
| Campeonato Catarinense de Futebol Feminino de 2008 |
| -------------------------------------------------- |
| Kindermann 1º Título                               |